# Mono con gallinas
Mono con Gallinas es una película en coproducción ecuatoriano-argentina del quiteño Alfredo León León, con producción de Dominio Digital (Ecuador) y posproducción de Trivial Media (Argentina) que se estrenó en septiembre de 2013.

## Producción

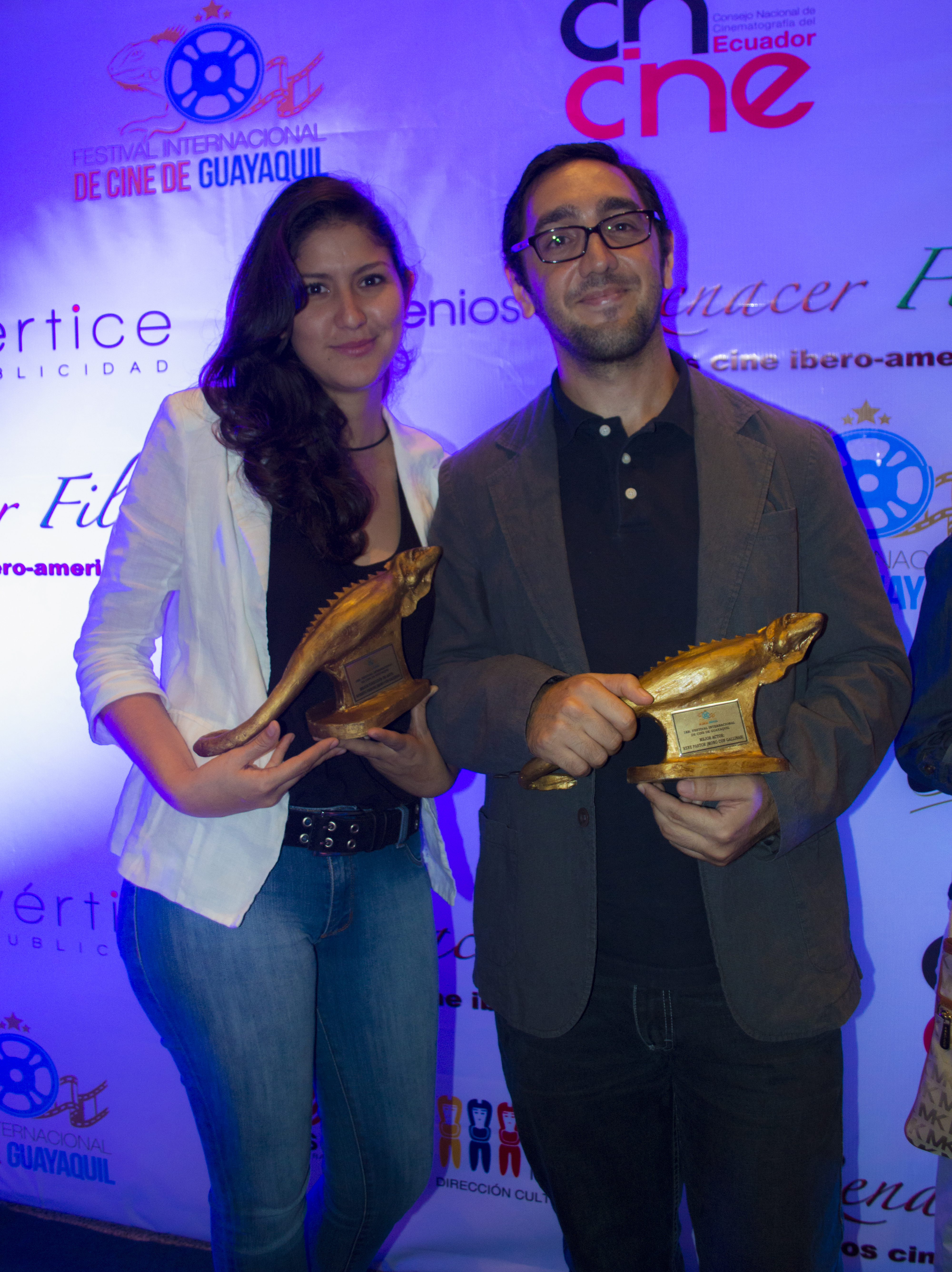
Dos Iguanas Doradas otorgadas en el primer Festival Internacional de Cine de Guayaquil en 2015, en la categoría de Mejor dirección de arte por Roberto Frisone y Mejor actor por René Pastor. Los premios fueron recibidos por una amiga y un amigo del director.

El rodaje de la película se realizó en Ecuador y se inició el 19 de julio de 2010 en Quito y el 24 en Puyo y Shell Mera. El proyecto es apoyado por el Consejo Nacional de Cinematografía del Ecuador (CN Cine) que le otorgó un premio para el desarrollo y producción en 2007 por su guion y ha generado un costo aproximado de USD 700 000.

## Antecedentes
El largometraje está basado en la vida del tío abuelo de Alfredo, Jorge León Chávez cuando tenía 18 años y fue soldado del conflicto limítrofe contra Perú de 1941. Gran parte de la historia es ficción reconstruida a partir de las vivencias de Jorge, quien fue preso durante 8 o 9 meses por el ejército peruano en Iquitos y debido a que nadie se enteró de esto, lo dieron por muerto, apareciendo hasta ahora en los registros militares como muerto en guerra. La película no trata de la guerra en sí, más bien es las historia del cautiverio de Jorge, y no es considerada como una cinta biográfica o documento histórico. El nombre de la película le fue dado por la denominación que se dieron los bandos contrarios, donde los ecuatorianos fueron llamados monos y los peruanos gallinas.

## Trama
La historia gira en torno a Jorge, un quiteño de 18 años que termina siendo soldado frente al conflicto limítrofe entre Perú y Ecuador en 1941. A pesar de esta situación inesperada, el cree que la experiencia militar lo hará el hombre fuerte y respetado que desea ser. Sin embargo cae prisionero del bando peruano en la selva, sin que los militares ecuatorianos sepan de esto dándolo por muerto. Permanece cautivo bajo la vigilancia del teniente Ponce, un oficial peruano que mantiene diplomacia y respeto con los prisioneros, pero en ocasiones algo agresivo sobre todo cuando se emborracha, y del suboficial Mario. Jorge enfrenta el abandono, el hambre y la muerte durante su cautiverio, sintiendo la solidaridad, valentía y amistad con quienes son sus compañeros prisioneros del campamento. El tomará la decisión de escapar junto a su compañero cautivo o seguir bajo el cuidado de Dolores, la enfermera peruana con quien vive amoríos. Finalmente es liberado al término de la guerra después de 9 meses.

## Elenco
- René Pastor (Jorge)[1][2]
- Santiago Villacis[1] (Padre Jaime)
- Martha Ormaza[1] (Sofia)
- Diego Naranjo[1] (Carlos)
- Pamela Cortés[1] (Luisa)
- Bruno Odar[1] (Teniente Ponce)[4]
- Pietro Sibille[1] (Suboficial Mario)[4]
- Melania Urbina[1] (Enfermera Dolores)[4]
- Alfredo Espinosa (Sargento Flores)[5]
- Enrique Veintimilla (Hugo Diaz)[5]
- Carlos Quito (Guardia)[5]
- Paul Lalaleo (Bubo)[5]
- Fabio Nieves (Julio Grueso)[5]
- Líder Medranda (Carlitos Diaz)[5]

## Estreno en Argentina
La cinta de León León, en calidad de coproducción con Argentina, tuvo su estreno en dicho país recién a mediados de 2017 (29 de junio). El sitio de críticas local "Todas Las Críticas" le otorgó a la película un puntaje de 60/100 basado en 16 críticas con un 88% de aprobación; lo cual indica una acogida buena de la prensa argentina.